# Къща на Нейко Тончев
Къщата на Нейко Тончев се намира на улица „Цар Иван Шишман“ № 51 в Стара Загора.
Проектирана е през 1924 г. от арх. Желязко Рашев в стил модерн за семейството на Нейко Тончев. Фасадаат на къщата е акцентирана с канелюри, а под стрехата са разположени стилизирани конзоли. Над входната врата е разположен балкон, който има и ролята на навес. На централния фронтон над балкона е изписано с релефни букви името на Нейко Тончев. Таванското помещение се издига над покрива.